# Jeziki v Sloveniji
Slovenija je zgodovinsko stičišče slovanskih, germanskih, romanskih in uralskih jezikovnih in kulturnih regij, zaradi česar je eno najbolj zapletenih stičišč jezikov v Evropi. Uradni in državni jezik Slovenije je slovenščina, ki jo govori velika večina prebivalstva. Dva manjšinska jezika, in sicer madžarski in italijanski, sta priznana kot souradna jezika in zato ustrezno zaščitena v občinah, kjer živita manjšini. Drugi pomembni jeziki so hrvaščina in njene različice ter srbščina, ki jih govori večina priseljencev iz drugih držav nekdanje Jugoslavije in njihovi potomci. Slovenija se uvršča med najboljše evropske države po znanju tujih jezikov. Najpogosteje se med tujimi jeziki poučujeta angleščina in nemščina, sledijo pa italijanščina, francoščina in španščina, pa tudi ruščina. Kot manjšinska jezika na dvojezičnih območjih poučujeta madžarščina (dvojezični model šolstva) in italijanščina v posebnih šolah, namenjenih manjšini. 
Slovensko prebivalstvo je v zadnjih desetletjih postalo vse bolj jezikovno raznoliko, vendar je še vedno relativno homogeno – slovenščina je bila leta 2002 prvi jezik 87,8 % prebivalcev. Sledile so hrvaščina (2,8 %), srbščina (1,6 %) in srbohrvaščina (1,6 %). Italijanščina in madžarščina, ki ju varuje Ustava Slovenije, imata manjše število maternih govorcev.